# Kategoryzacja drużyn w Związku Harcerstwa Rzeczypospolitej
Kategoryzacja drużyn w Związku Harcerstwa Rzeczypospolitej - należy do podstawowych form pracy hufca i chorągwi, realizując metodę harcerską m.in. w zakresie stopniowania trudności, współzawodnictwa i współdziałania drużyn.

## Organizacja Harcerek ZHR

### Drużyna Próbna
Tę kategorię otrzymują drużyny, które nie zostały sklasyfikowane. Najczęściej są to drużyny nowe lub przechodzące kryzys.

### Drużyna Związkowa
To miano przysługuje tym drużynom, które spełniają podstawowe wymogi: organizują zbiórki, jeżdżą na wyjazdy.

### Drużyna Zielonej Koniczynki
Ta kategoria przysługuje drużynom, które:
- rekrutują nowe członkinie
- funkcjonuje system zastępowy
- drużyna współpracuje z hufcem, rodzicami harcerek, innymi drużynami

### Drużyna Srebrnej Koniczynki
Aby zdobyć tę kategorię, drużyny muszą:
- uczestniczyć w imprezach hufca i chorągwi
- dbać o swą historię i dorobek
- współorganizować pracę hufca
- współpracować z innymi drużynami

Do tego drużynowa musi:
- posiadać stopień przewodniczki
- mieć otworzoną próbę na wędrowniczkę

### Drużyna Złotej Koniczynki
Kategoria ta przysługuje najlepszym, wzorcowym drużynom.
Harcerki Drużyn Złotej Koniczynki na prawym ramieniu noszą plakietkę ze złotą koniczynką.

## Organizacja Harcerzy ZHR
W Organizacji Harcerzy ZHR istnieją cztery podstawowe kategorie, jakie może zdobyć drużyna: Próbna, Polowa, Leśna i Puszczańska. Istnieją też dwie dodatkowe kategorie:
- Drużyna Orla, przyznawana najlepszej Drużynie Leśnej w chorągwi
- Drużyna Rzeczypospolitej, przyznawana najlepszej Drużynie Puszczańskiej w Polsce

### Drużyna Próbna
Kategoria ta przyznawana jest drużynom które dopiero powstały, chcą przejść do ZHR lub przechodzą kryzys. Powinna ona posiadać 11 członków w dwóch zastępach, a drużynowy stopień ćwika.

### Drużyna Polowa
Drużyna z tą kategorią powinna posiadać 16 członków w co najmniej trzech zastępach. Kategorię tę przyznaje komendant hufca.
Harcerze z Drużyn Polowych na prawym ramieniu noszą plakietkę z głową wilka na niebieskim tle.

### Drużyna Leśna
Drużyny Leśne to takie, które posiadają obrzędowość i ją kultywują, aktywnie działają w hufcu, współpracują z wędrownikami i zuchami, prowadzą własne kwatermistrzostwo. Jest to największa grupa drużyn w ZHR.

#### Drużyna Orla
Na Turnieju Drużyn Leśnych, organizowanym przez poszczególne chorągwie, wybierana jest najlepsza Drużyna Leśna. Otrzymuje ona na rok tytuł Drużyny Orlej.
Harcerze z Drużyn Orlich na prawym ramieniu noszą plakietkę z głową orła w koronie na zielonym tle.

### Drużyna Puszczańska
Drużyna Puszczańska powinna posiadać 26 członków w czterech zastępach oraz co najmniej dwie osoby w kadrze. Drużynowy powinien mieć otwartą próbę podharcmistrzowską. Drużyna organizuje własne obozy, biwaki Zastępu Zastępowych, wysyła także swoich członków na obozy doszkalające. Promuje ZHR, współpracuje z gromadą zuchową lub drużyną wędrowniczą.
Drużyny te posiadają także szereg przywilejów, m.in. do reprezentowania ZHR poza granicami kraju, a także do brania udziału w Turnieju Drużyn Puszczańskich
Kategorie tę przyznaje Naczelnik Harcerzy ZHR, po ówczesnym zweryfikowaniu wniosku przez hufcowego i komendanta chorągwi, z której wywodzi się drużyna.
Harcerze z Drużyn Puszczańskich na prawym ramieniu noszą plakietkę z głową żubra na czerwonym tle.

#### Drużyna Rzeczypospolitej
Drużyna Rzeczypospolitej to tytuł dla najlepszej drużyny męskiej w organizacji ZHR.
Tytuł ten przyznaje się na Turnieju Drużyn Puszczańskich, odbywającym się co roku. Biorą w nim udział drużyny, które spełniły kryteria, które zdobyły kategorie puszczańską. Zawsze jest to obrońca tytułu oraz cztery zespoły wybrane przez władze naczelne ZHR.

#### Drużyny Rzeczypospolitej
- 2000 - 32 Mazowiecka Drużyna Harcerzy "Orkan" im. Batalionu "Parasol"
- 2001 - 28 Łódzka Drużyna Harcerzy im. Antoniego Olbromskiego
- 2002 - zlot nie odbył się
- 2003 - 28 Gdańska Drużyna Harcerzy "Wilki"
- 2004 - 16 Warszawska Drużyna Harcerzy im. Zawiszy Czarnego
- 2005 - 16 Warszawska Drużyna Harcerzy im. Zawiszy Czarnego
- 2006 - 17 Łódzka Drużyna Harcerzy im. Jerzego Szletyńskiego
- 2007 - 17 Łódzka Drużyna Harcerzy im. Jerzego Szletyńskiego
- 2008 - 17 Łódzka Drużyna Harcerzy im. Jerzego Szletyńskiego
- 2009 - 15 Poznańska Drużyna Harcerzy "Ingonyama" im. Romualda Traugutta
- 2010 - 3 Niedrzwicka Drużyna Harcerzy "Trop" im. Zgrupowania Oddziałów Zapory
- 2011 - 25 Wejherowska Drużyna Harcerzy "Spartanie"
- 2012 - 36 Gdyńska Drużyna Harcerzy im. hm. Lucjana Cylkowskiego
- 2013 - 16 Warszawska Drużyna Harcerzy im. Zawiszy Czarnego
- 2014 - 3 Drużyna Harcerzy im. gen. Władysława Andersa w Ostrzeszowie
- 2015 - 63 Gdyńska Drużyna Harcerzy im. mjr. Hieronima Dekutowskiego "Zapory"
- 2016 - 8 Szczecińska Drużyna Harcerzy "Płomień" im. Andrzeja i Jana Romockich
- 2017 - 6 Poznańska Drużyna Harcerzy "Siklawa" im kpt. Ż. W. Mamerta Stankiewicza
- 2018 - 16 Warszawska Drużyna Harcerzy im. Zawiszy Czarnego
- 2019 - 12 Lubelska Drużyna Harcerzy "Bractwo" im. braci herbu Sulima
- 2020 - 5 Wodzisławska Drużyna Harcerzy "Wilki" im. 5 Wileńskiej Brygady AK
- 2021 - 5 Wodzisławska Drużyna Harcerzy "Wilki" im. 5 Wileńskiej Brygady AK
- 2022 - 8 Szczecińska Drużyna Harcerzy "Płomień" im. Andrzeja i Jana Romockich
- 2023 - 5 Wodzisławska Drużyna Harcerzy "Wilki" im. 5 Wileńskiej Brygady AK

Harcerze Drużyny Rzeczypospolitej na prawym ramieniu noszą plakietkę z orłem w koronie na czerwonym tle.